# Rhipidia (Rhipidia) tabescens
Rhipidia (Rhipidia) tabescens is een tweevleugelige uit de familie steltmuggen (Limoniidae). De soort komt voor in het Neotropisch gebied.